# Johannes Ciconia
Johannes Ciconia (1370-giữa ngày 10 tháng 6 và ngày 13 tháng 6 năm 1412) là nhà soạn nhạc và nhà lý thuyết âm nhạc cuối Trung Cổ. Ông sinh ra tại Liège, nhưng phần thời gian ông làm việc lại chủ yếu là ở Ý, đặc biệt làm trong dịch vụ của nhà thờ giáo hoàng và ở nhà thờ lớn Padua.

## Cuộc đời
Johannes Ciconia là con của một vị mục sư và người này cũng tên là Johannes Ciconia. Người cha Johannes đã lấy một người phụ nữ thuộc tầng lớp cao trong xã hội để sinh ra đứa con Johannes. Chí ít là có đến 3 người đàn ông mang tên Johannes Ciconia ở xung quanh Liège, chính vì thế nên không tránh khỏi sự nhầm lẫn về tiểu sử. Mãi đến năm 1975, David Fallows mới giải quyết được vấn đề này. Johannes, người cha của nhà soạn nhạc cùng tên, làm việc tại Avignon vào năm 1350 như một người thư ký cho người vợ của cháu của Giáo hoàng Clement VI. Còn một người khác cũng có tên Johannes Ciconia thì làm ở Liège với công việc duodenus, nhìn chung có thể nhận định đây là một chàng trai trẻ tuổi. Các học giả đồng ý rằng chàng trai trẻ đó chính là nhà soạn nhạc Johannes Ciconia.
Các tài liệu của nhà thờ cho biết nhà soạn nhạc Johannes Ciconia làm việc trong dịch vụ của Giáo hoàng Boniface IX ở Rome vào năm 1391. Còn nơi ở của ông trong khoảng thời gian từ đầu thập niên 1390 và năm 1401 không rõ ràng. Từ khoảng thời gian đó cho đến khi ông qua đời vào năm 1412, ông được liên hệ để làm việc tại nhà thờ lớn của Padua với một vài quyền hạn. Việc ông làm việc tại Padua sớm hơn năm 1401 hay không là một điều không được rõ ràng. Căn cứ duy nhất là bài điếu văn Con lagrime bagnadome. Bài này được cho là viết cho cái chết của Francesco xứ Carrara. Nếu bài điếu văn này ám chỉ đến Francesco il Nuovo Trẻ, ngày mà Ciconia đến làm việc là sau năm 1406. Còn nếu như Francesco il Nuovo Trẻ, thì ngày đó thuộc năm 1393. Ngoài ra, có một số nhà học giả còn cho rằng giữa hai khoảng thời gian làm việc tại Rome và Padua, Ciconia còn làm việc tại Pavia. Họ dựa vào chi tiết rằng Ciconia có liên lạc đến Nhà Visconti và dựa vào những hiểu biết về phong cách âm nhạc Ars subtilior, đồng thời họ cũng dựa vào một sáng tác của Philippus de Caserta trong bộ Dưới đài phun nước.

## Phong cách âm nhạc
Âm nhạc của Ciconia là sự kết hợp chiết trung của nhiều phong cách khác nhau. Các đoạn mang phong cách đặc trưng Ý xuất hiện cùng với các đoạn mang phong cách ars nova của Pháp. Phong cách ars subtilior phức tạp hơn xuất hiện trong bộ Dưới đài phun nước. Dù vẫn duy trì phong cách Trung cổ muộn, các tác phẩm của Ciconia đã phát triển về kiểu bố cục có giai điệu của thời kỳ âm nhạc Phục hưng.
Mặc dù bản thảo của các tác phẩm cuối sự nghiệp của Ciconia cho biết là ông nổi tiếng ở Florence, âm nhạc của ông chắc chắn là không được biểu diễn ở thành phố này. Bằng chứng là trong Cuốn sách Squarcialupi, Ciconia không được nhắc đến. Nhưng mặt khác, nhiều bản motet cũng như các chương trong các bản hợp xướng của ông lại có trong Thư viện và Bảo tàng Quốc tế Âm nhạc ở Bologna.
Ciconia viết cả nhạc tôn giáo và nhạc thế tục. Ngoài ra, ông cũng là tác giả của hai luận án. Lý luận âm nhạc của ông mang tính bảo thủ, theo truyền thống của Marchetto da Padova hơn là ý tưởng của nhà soạn nhạc cùng thời Prosdocimus de Beldemandis.